# Englishman in New York
〈Englishman in New York〉은 잉글랜드의 음악가 스팅의 노래로, 앨범《...Nothing Like the Sun》에 수록되어 있다. 트랙상에서 브랜퍼드 마설리스가 소프라노 색소폰을 연주했고 드럼은 마누 카체가, 타악기는
1988년 앨범 발매 당시 <Englishman in New York>는 세번째 트랙으로 실려 있었지만 영국 싱글 차트에서는 51위에 그쳤다. 미국에서는 빌보드 핫 100 차트 1988년 4월차에서 84위까지 찍었으며 같은 달 빌보드 메인스트림 록 차트에서 32위에 올랐다. 오히려 유럽 본토에서 더 큰 성공을 거뒀는데, 프랑스, 네덜란드, 스페인, 벨기에 등에서는 차트 40위 (최고 20위)까지 등극하며 여러 국가에서 히트를 쳤다. 또한 아일랜드에서도 20위 안에 들며 히트를 쳤다.
스팅이 세번째 스튜디오 앨범 《The Soul Cages》를 내기 직전이던 1990년에는 스팅의 음반 회사에서 네덜란드의 DJ이자 프로듀서인 벤 리브란드에게 <Englishman in New York>의 리믹스 허가를 내고, 곧이어 싱글로 발매됐다. 리믹스 곡은 인트로와 관현악 편성이 조금 들어갔으나 곡 자체는 동일하게 유지했다. 이쪽은 상업적으로 성공을 거두어 1990년 여름 영국 차트에서 15위까지 올랐다.